# Conjunt d'edificacions Can Riera
El Conjunt d'edificacions Can Riera és una obra modernista de Vic (Osona) protegida com a Bé Cultural d'Interès Local.

## Descripció
Es tracta d'un habitatge entre mitgeres de planta baixa i quatre plantes pis. La façana s'ordena gairebé de forma simètrica a partir d'un eix vertical. Les obertures són principalment balcons. A la banda dreta, però, trobem finestres en els dos darrers pisos, un rellotge de sol i una fornícula coronada per un frontó triangular. La coberta és plana i amb una balustrada.